# Anett Schuck
Anett Schuck (ur. 11 kwietnia 1970 w Lipsku) – niemiecka kajakarka, dwukrotna złota medalistka olimpijska.

## Kariera sportowa
Oba medale wywalczyła w kajakowych czwórkach. W 1996 w Atlancie zwyciężyła osada w składzie Birgit Fischer, Manuela Mucke, Ramona Portwich i Schuck, cztery lata później Portwich została zastąpiona przez Katrin Wagner-Augustin. Jako członkini tej osady, ale także w K-2, w latach 1993–2002 wywalczyła szereg medali na mistrzostwach świata.